# Șiclău, Arad
Șiclău este un sat în comuna Grăniceri din județul Arad, Crișana, România.

## Personalități
- Adriana Ispravnic (1877 - 1983), deputat în Marea Adunare Națională de la Alba Iulia, 1918
- Nerva Jercan (1895 - ?), deputat în Marea Adunare Națională de la Alba Iulia, 1918

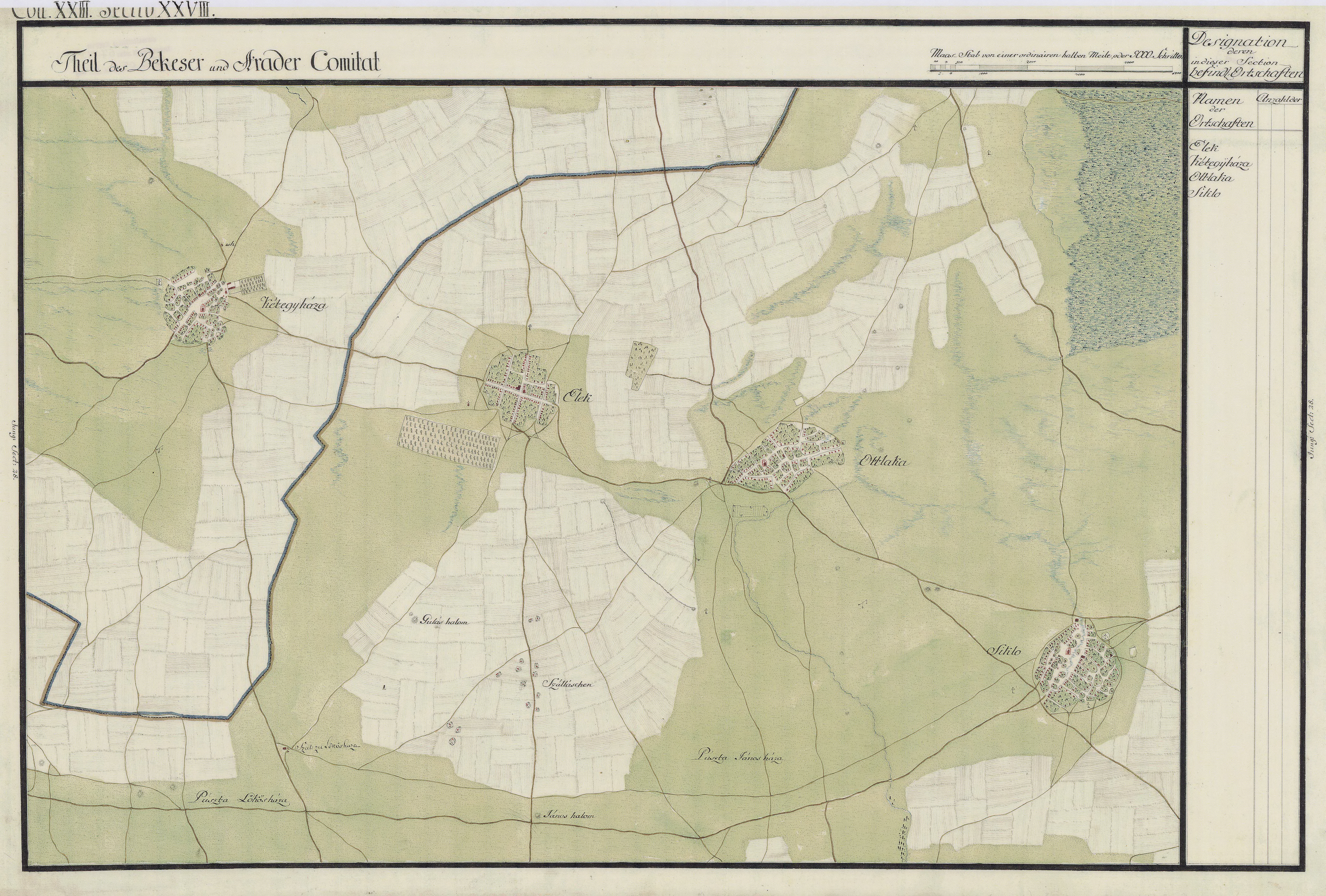
Șiclău în Harta Iozefină a Comitatului Arad, 1782-85